# Ivan Ratkić
Ivan Ratkić (Zagreb, 22. veljače 1986.) hrvatski je alpski skijaš.